# Имбуия (Санта-Катарина)
Имбуия (порт. Imbuia)  —  муниципалитет в Бразилии, входит в штат Санта-Катарина. Составная часть мезорегиона Вали-ду-Итажаи. Входит в экономико-статистический  микрорегион Итупоранга. Население составляет 5185 человек на 2006 год. Занимает площадь 121,891 км². Плотность населения — 42,5 чел./км².

## История
Город основан 10 сентября 1962 года. 

## Статистика
- Валовой внутренний продукт на 2003 составляет 40.232.309,00 реалов (данные: Бразильский институт географии и статистики).
- Валовой внутренний продукт на душу населения на 2003 составляет 7.717,69 реалов (данные: Бразильский институт географии и статистики).
- Индекс развития человеческого потенциала на 2000 составляет 0,777 (данные: Программа развития ООН).

## География
Климат местности: мезотермический гумидный.